# Arboré (langue)
Pour les articles homonymes, voir Arboré.
L'arbore (ou arbora, erbore, irbore) est une langue couchitique parlée par les Arborés dans le sud-ouest de l'Éthiopie.
Le recensement de 1998 a identifié 4 441 locuteurs.